# 特雷米利 (上马恩省)
特雷米利（法語：Trémilly）是法国上马恩省的一个市镇，属于圣迪济耶区（Saint-Dizier）杜勒旺勒沙托县（Doulevant-le-Château）。该市镇总面积10.72平方公里，2009年时的人口为88人。

## 人口
特雷米利人口变化图示